# 県庁前停留場 (富山県)
県庁前停留場（けんちょうまえていりゅうじょう）は、富山県富山市安住町にある、富山地方鉄道富山軌道線支線の停留場である。駅番号はC17。
併用軌道に設置されている。

## 歴史
- 1913年（大正2年）9月1日：富山電気軌道の古手伝町停留場として開業[2]。
- 1920年（大正9年）7月1日：富山市に譲渡され、富山市営軌道の停留場となる[3]。
- 1934年（昭和9年）頃：桜橋 - 富山駅前 - 総曲輪間のルート変更により移転[2]。
- 1935年（昭和10年）9月10日：現在地に再移転[2]。
- 1936年（昭和11年）以前：県庁前停留場に改称[4]。
- 1943年（昭和18年）1月1日：路線譲渡により富山地方鉄道の停留場となる[5]。
- 1945年（昭和20年）8月2日：富山大空襲の戦災より休止[6]。
- 1949年（昭和24年）3月15日：富山駅前 - 旅篭町間復旧に伴い営業再開[7]。
- 2014年（平成26年）3月13日：駅舎に上屋とスロープを設けバリアフリー化。

## 停留場構造
相対式ホーム2面2線の地上駅。2014年（平成26年）3月13日よりスロープを設けバリアフリー化のうえ、長さ12 mの上屋付の駅舎となった。
備考
- 1997年（平成9年）3月、1系統を南富山駅前 - 富山駅前から南富山駅前 - 県庁前に延長し、当停留場大学前方に折り返しのための渡り線が設置されたが、2001年（平成13年）12月10日改正で富山駅前折り返しに戻され、のちに渡り線も撤去された。

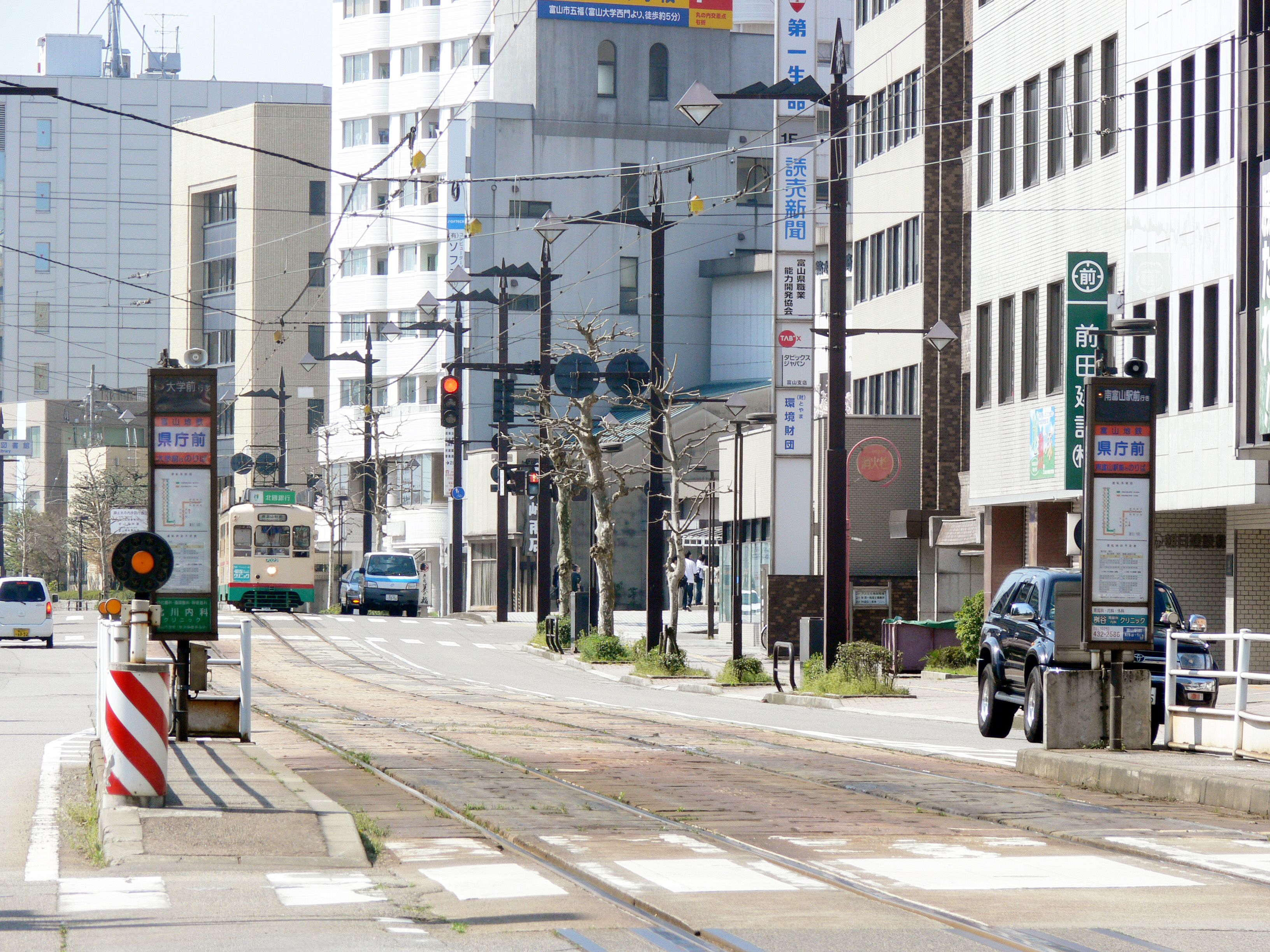
改修前の停留場（2009年4月）

## 停留場周辺
当駅周辺は官公庁街である。
- 富山県庁（富山県庁舎・富山県議会議事堂）
- 県庁前公園
- 北日本新聞本社
- 富山県警察本部
- 富山県総合福祉会館（サンシップとやま）
- 松川
  - 松川べり彫刻公園（日本さくら名所100選）
  - 舟橋（松川に架る橋。江戸時代日本一の船橋であった。）
- 富山芝園郵便局
- 高志の国文学館
- 富山県教育文化会館
- NHK富山放送局
- 富山県民会館
- 富山県立富山中部高等学校
- 富山市立芝園小学校
- 富山市立芝園中学校

## 隣の停留場
富山地方鉄道
富山軌道線（支線）
新富町停留場 (C16) - 県庁前停留場 (C17) - 丸の内停留場 (C18)